# 民視台灣學堂
《民視台灣學堂》是臺灣民視台灣台的資訊節目，專門論述台灣歷史及思想，目前旗下共有23個單元，採錄影播出。由前中華民國教育部部長杜正勝擔任校長，多位主講者擔任主持人。於2017年2月28日開播。

## 歷史
2017年2月28日，節目開播，首波開闢單元〈這些人這些事〉、〈台灣的覺醒〉、〈台灣建國學〉、〈哲學現場〉、〈台灣憲法學〉、〈新一政經塾〉、〈戰後初期的台灣〉、〈台灣民意〉、〈講台灣談歷史〉、〈哲學談淺淺地〉、〈台灣趴趴走〉、〈台灣鐵道一世紀〉、〈台灣食食通〉、〈法律線上〉，並於民視新聞台、民視台灣台播出。
5月29日，第一季播畢，第二季開始製作。開闢新單元〈樂活醫學堂〉、〈台灣事件簿〉、〈台灣美術一世紀〉、〈講台語當著時〉、〈民視政經〉、〈台灣經濟〉，並加開週六日時段。8月28日，第二季播畢，第三季開始製作。開闢新單元〈台灣新文學史〉、〈行銷在台灣〉、〈台灣正名加入聯合國〉，但只在民視新聞台播出。11月27日，第三季播畢，第四季開始製作。開闢新單元〈吾法吾天〉、〈客家歷史共下來讀〉、〈創世記的故事〉、〈台灣新文學史〉，增設網路直播單元〈頭家你好〉。
2018年3月12日，第四季播畢，第五季開始製作。開闢新單元〈台灣政治運動史〉。6月16日，第五季播畢，第六季開始製作。開闢新單元〈建立新政府〉、〈掌中風華〉、〈掌教科書外的台灣史〉、〈台語講世事〉，增設網路直播單元〈想像台灣〉。9月10日，第六季播畢，第七季開始製作。開闢新單元〈福爾摩沙音樂廳〉 、〈邁向十字架之路〉，增設網路直播單元〈台製日常〉、〈YA力引爆〉。

## 播出時間

### 首播
| 頻道       | 所在地 | 播映日期                      | 播出時間               | 備註         |
| ---------- | ------ | ----------------------------- | ---------------------- | ------------ |
| 民視新聞台 | 臺灣   | 2017年2月28日－2017年6月2日   | 週一至週五 09:00-10:00 | 連續播出兩集 |
| 民視新聞台 | 臺灣   | 2018年3月12日－2018年6月13日  | 週一至週五 09:00-10:00 | 連續播出兩集 |
| 民視新聞台 | 臺灣   | 2017年2月28日－2017年11月26日 | 週一至週五 15:00-16:00 | 連續播出兩集 |
| 民視新聞台 | 臺灣   | 2018年3月12日－2018年6月13日  | 週一至週五 15:00-16:00 | 連續播出兩集 |
| 民視新聞台 | 臺灣   | 2017年6月3日－2017年12月2日   | 週一至週六 09:00-10:00 | 連續播出兩集 |
| 民視台灣台 | 臺灣   | 2017年2月28日－2018年6月15日  | 週一至週五 16:00-18:00 | 連續播出四集 |
| 民視台灣台 | 臺灣   | 2018年3月12日－至今           | 週一至週六 10:00-12:00 | 連續播出四集 |
| 民視台灣台 | 臺灣   | 2018年3月12日－至今           | 每週六 14:00-15:00     | 連續播出兩集 |

### 重播
| 頻道       | 所在地 | 播映日期                      | 播出時間               | 備註         |
| ---------- | ------ | ----------------------------- | ---------------------- | ------------ |
| 民視台灣台 | 臺灣   | 2017年2月28日－2018年6月13日  | 週一至週五 22:00-24:00 | 連續播出四集 |
| 民視台灣台 | 臺灣   | 2017年2月28日－2018年6月13日  | 週二至週六 04:00-06:00 | 連續播出兩集 |
| 民視台灣台 | 臺灣   | 2017年11月27日－2018年6月15日 | 週二至週六 01:00-02:00 | 連續播出兩集 |
| 民視台灣台 | 臺灣   | 2017年11月27日－2018年6月15日 | 週一至週五 23:00-24:00 | 連續播出兩集 |
| 民視台灣台 | 臺灣   | 2017年11月27日－2018年6月15日 | 週六至週日 15:00-18:00 | 連續播出六集 |
| 民視台灣台 | 臺灣   | 2017年11月27日－至今          | 每週六 10:00-12:00     | 連續播出四集 |
| 民視台灣台 | 臺灣   | 2017年11月27日－2018年9月30日 | 每週日 10:00-12:00     | 連續播出四集 |
| 民視台灣台 | 臺灣   | 2018年10月7日－至今           | 每週日 08:00-11:30     | 連續播出七集 |
| 民視台灣台 | 臺灣   | 2018年3月12日－待查           | 週一至週五 16:00-18:00 | 連續播出四集 |
| 民視台灣台 | 臺灣   | 2018年6月17日－至今           | 週二至週六 01:00-03:00 | 連續播出四集 |
| 民視台灣台 | 臺灣   | 2018年9月1日－至今            | 週六至週日 14:00-17:00 | 連續播出六集 |

## 節目特色
節目從在地文化、歷史、政治經濟、哲學、法律等角度切入，作為台灣人自我培力的開始。藉由推動台灣人認識台灣，建構對台灣意識與文化上的主體自信，具備文化台獨的意涵。同時，也是台灣電視史上第一個以論述台灣為主體的節目，口號為「了解台灣事，培養台灣心」。

## 主持人
- 杜正勝：民視台灣學堂校長，前教育部長。
- 許慶雄：民視台灣學堂副校長，台灣憲法學會理事長。
- 陳奕齊：民視台灣學堂副執行長，台灣南社秘書長，基進側翼總召集人，基進黨創黨主席。
- 廖宜恩：民視台灣學堂前副執行長，台灣中社社長，國立中興大學資訊科學與工程學系教授，前建國黨決策委員。
- 魚夫：前TVBS節目主持人，前三立台灣台總監。
- 盧俊義：台灣基督長老教會牧師。
- 陳芳明：政治大學台灣文學研究所教授，前民進黨文宣部主任。
- 黃武山：國立臺北藝術大學戲劇學系兼任講師。
- 薛化元：政治大學台灣史研究所教授兼所長。
- 陳瑞杰：台北醫學大學附設醫院院長。
- 游盈隆：台灣民意基金會董事長。
- 葉海煙：國立成功大學中文系教授退休，台灣哲學學會理事長，前東吳大學哲學系主任。
- 許忠信：凱達格蘭學校副校長，第八屆立法委員。
- 葉浩：國立政治大學政治系副教授。
- 吳豐維：台灣高中哲學教育推廣學會理事長。
- 許慧盈：台灣公民參與協會秘書長。
- 陳豐惠：李江却台語文教基金會執行長。
- 簡上仁：田園樂府樂團團長。
- 陳柏惟：2018年九合一選舉基進黨高雄市議員候選人。
- 劉益昌：國立成功大學考古學研究所所長。
- 莊佳穎：台灣師範大學台文系副教授。
- 葉啟承：資深媒體人。
- 何文堯：媒體人。

### 前主持人
- 李界木：前行政院環境保護署副署長。
- 張克豪：睿群法律事務所合夥律師。
- 康信鴻：台灣肥料公司董事長。
- 李筱峰：吳三連台灣史料基金會董事。
- 吳學明：國立中央大學客家社會文化研究所所長。
- 林佳怡：台灣母語聯盟秘書長。
- 蔡明憲：台灣聯合國協進會理事長。
- 陳文賢：國立政治大學台灣史研所教授。
- 曾建元：中華大學行政管理學副教授。
- 廖福特：中央研究院法律學研究所研究員。
- 黃居正：國立清華大學科技法律研究所教授。
- 李欽賢：台灣本土畫家。
- 陳芳明：前民進黨文宣部主任。
- 戴寶村：吳三連史料基金會秘書長。
- 蔡惠婷：國立成功大學企管系副教授。
- 蔡惠子：消費者文教基金會義務律師。

### 引言人
- 吳宛樺：臺北醫學大學護理部部定講師。
- 蔡育岱：國立中正大學戰略暨國際事務研究所教授。
- 陳燕琪：歷史教師深耕聯盟成員。

### 與談人
- 高毓智：輔仁大學哲學博士。
- 顏銘緯：基進黨新聞輿情部主任。
- 張博洋：基進黨新聞輿情部副主任。

## 單元列表

### 播出中
| - 這些人這些事 - 台灣的覺醒 - 哲學現場 - 台灣憲法學 - 新一政經塾 - 台灣民意 - 哲學談淺淺地 - 台灣趴趴走 - 法律線上 - 樂活醫學堂 - 民視政經 | - 台灣新文學史 - 頭家你好 - 掌中風華 - 教科書外的台灣史 - 台語講世事 - 想像台灣 - 福爾摩沙音樂廳 - 邁向十字架之路 - 台製日常 - YA力引爆 - 話說台灣五萬年 |

### 已停播
| - 台灣建國學 - 戰後初期的台灣 - 台灣鐵道一世紀 - 台灣食食通 - 講台灣談歷史 - 台灣政治運動史 - 建立新政府 - 台灣正名加入聯合國 - 吾法吾天 | - 客家歷史共下來讀 - 創世記的故事 - 台灣事件簿 - 台灣美術一世紀 - 講台語當著時 - 台灣經濟 - 行銷在台灣 |

## 事件

### 北京當局關注
據傳，北京當局關注《民視台灣學堂》發展，並與台灣內部統派勢力結合，以商業打壓方式，策動民視內部反對董事長郭倍宏的股東勢力。在2017年民視股東經營權爭議中，有股東認為：「民視以《台灣學堂》這節目，公然向社會大眾宣揚台獨理念」。

### 台灣主權未定論爭議
2017年3月28日播出的《民視台灣學堂》中，許慶雄主講的〈台灣建國學〉推翻台灣地位未定論，又與同日薛化元主講的〈戰後初期的台灣〉介紹台灣地位未定論的結論不同，引發台派激烈爭辯，在網路遭到兩派網友夾殺批判。前民進黨立委戴振耀看了節目後說，許慶雄的論述非常顛覆他過去的堅持，「未定派」對許慶雄的指責使他看得「霧煞煞」，但強調「獨立建國是台灣人的歷史使命，這一代就應該要解決」。
2020年1月13日，許慶雄披露，民視突然通知，自2019年11月29日起停止錄製〈台灣建國學〉與〈台灣憲法學〉。

### 台灣民意停播爭議
2020年12月29日，台灣民意基金會公布最新民調，董事長游盈隆表示，中華民國總統兼民主進步黨主席蔡英文整體聲望明顯下滑，顯示其總統第二任蜜月期已於本月結束。中華民國總統府發言人張惇涵表示，民調在不同的時間點、不同的調查方法、不同的設計都會有不同的結果，執政團隊會將民調做為參考，「執政團隊沒有假期，更不可能有蜜月期」。游盈隆駁斥，張惇涵顯然不知道「總統蜜月期」幾乎已是當代政治學的常識，「執政團隊沒有假期，更不可能有蜜月期」一語更與「總統蜜月期」毫無關係。民進黨副秘書長林鶴明表示，當代民主政治沒有蜜月期，政治可以說是連假期都沒有。前民進黨立委林濁水表示，「看來總統蠻火大的」，但「執政蜜月期」應該是大家都很習慣說的概念，「為什麼要沒收這個概念？總統為什麼常愛說大家聽不懂的話？」
2020年12月30日，游盈隆證實，他在《民視台灣學堂》主講的〈台灣民意〉「遽然停播」，本日播出的第192集是最後一集，但他心情淡然、沒有不愉快。林濁水表示，〈台灣民意〉突然遭停播，他難以置信，但還是發生了。名嘴黃暐瀚在中天新聞台政論節目《大新聞大爆卦》認為，〈台灣民意〉停播是因為游盈隆槓上總統府。民視表示，民視早在一個多月以前就通知〈台灣民意〉要告一段落，與台灣民意基金會民調無關。
2020年12月31日，游盈隆說，同月30日他所謂〈台灣民意〉「遽然停播」，係指「一個做了3年又11個月的電視節目卻在15天前被告知停播」；民視直到同月15日早上才通知〈台灣民意〉將停播，同月30日民視卻宣稱早在一個多月以前就告知，令他驚訝。國立東華大學教授施正鋒在TVBS頻道新聞性節目《新聞大白話》說，〈台灣民意〉停播事件是民視新聞台政論節目《政經看民視》腰斬事件的翻版，游盈隆不了解蔡英文，「你對她太客氣，她會瞧不起你」。

## 外部連結
- YouTube上的民視台灣學堂播放列表

## 電視節目的變遷
| 民視台灣台 週一至週五10:00～12:00 | 民視台灣台 週一至週五10:00～12:00    | 民視台灣台 週一至週五10:00～12:00 |
| --------------------------------- | ------------------------------------ | --------------------------------- |
|                                   | 民視台灣學堂 （2018年3月12日 -至今） |                                   |
| 待查                              | —                                    |                                   |